# Wedding bell blues
Wedding bell blues es el 100º episodio de la serie de televisión norteamericana Gilmore Girls.

## Resumen del episodio
La noche anterior a la ceremonia de renovación de votos de Emily y Richard, mientras él tiene una "despedida de soltero" con sus amigos, Emily acude donde Lorelai y Rory, quienes invitan a sus amigas de Stars Hollow para hacerle una pequeña reunión. Al día siguiente, la boda va a empezar y Lorelai será la madrina de Emily, y Rory, el padrino de Richard; la ceremonia es muy hermosa y se nota bastante la alegría de ambos Gilmore. Rory ve que Logan ha venido también, aunque está acompañado de una chica que parece ser su novia; Christopher también se aparece y cuando Lorelai se percata de ello, decide contarle a Luke sobre la noche que pasó acompañándolo por la muerte de su padre. Ya después, Rory le expresa a Logan sobre sus sentimientos hacia él pero éste responde que no sabría ser ese novio de la citas. Cuando Lorelai va en busca de Rory para una foto, encuentra a su hija y a Logan besándose acaloradamente, y no cuentan con la llegada de Luke y Christopher, quienes intentan proteger a la menor de los Gilmore. La discusión ahora se centra entre ellos dos, pues Christopher no quiere que Luke se meta en los asuntos de su hija. Este último afirma que está con Lorelai y por eso le importa Rory, pero Christopher dice que será por poco tiempo, revelando las verdaderas intenciones de Emily.

## Curiosidades
- Cuando Luke se va donde están Lorelai y Christopher, ella está a unos dos metros de Luke, ¿cómo es que lo pierde de vista tan rápido?
- Cuando Rory besa a Logan por segunda vez, su mano derecha está en el cuello de Logan, y en la siguiente escena está sobre el brazo.

- Datos: Q6166671